# Bakeriana nigra
Bakeriana nigra är en insektsart som beskrevs av Evans 1966. Bakeriana nigra ingår i släktet Bakeriana och familjen dvärgstritar. Inga underarter finns listade i Catalogue of Life.